# Miss Brasil 1958
Miss Brasil 1958 foi a 5ª edição do concurso de beleza feminino de Miss Brasil, promovido pelos Diários e Emissoras Associados de Assis Chateaubriand. O concurso era válido para os dois principais concursos de beleza internacionais da época, o Miss Universe e o Miss World. Participaram da disputa vinte e três (23) candidatas das cinco regiões do País, sob transmissão da extinta TV Tupi. A grande campeã, enfaixada por Terezinha Morango foi a carioca Adalgisa Colombo.

## Resultados

### Colocações

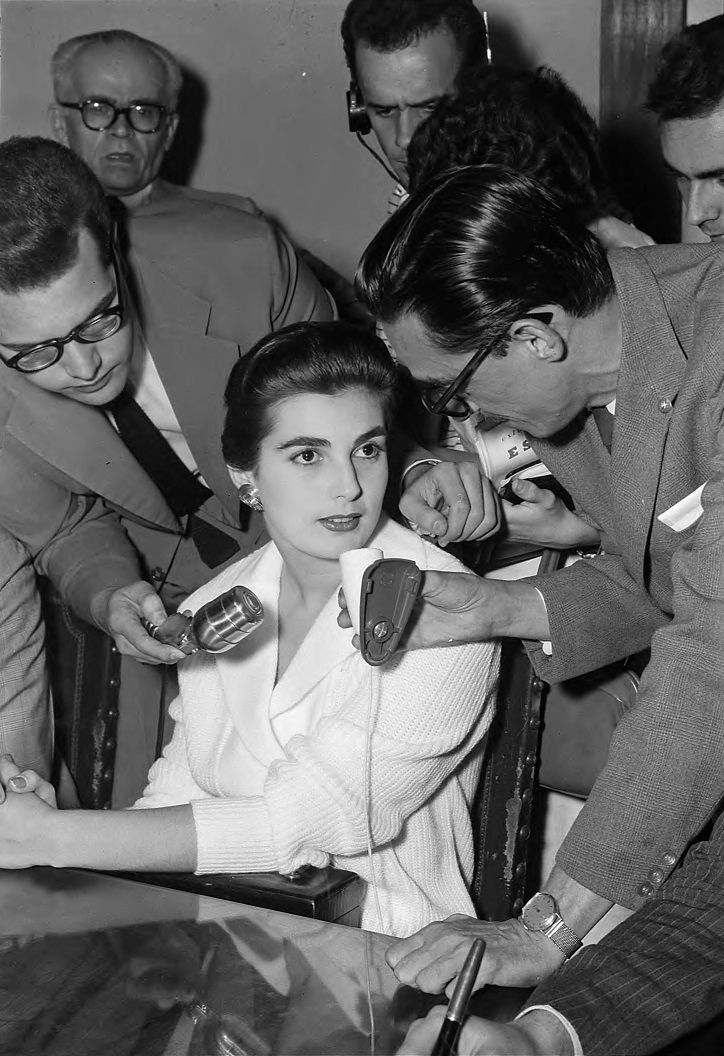
Entrevista coletiva com a vencedora Adalgisa Colombo

| Posição   | Estado e Candidata                    |
| --------- | ------------------------------------- |
| Vencedora | - Distrito Federal - Adalgisa Colombo |
| 2º. Lugar | - Pernambuco - Sônia Maria Campos     |
| 3º. Lugar | - Minas Gerais - Denise Guimarães     |
| 4º. Lugar | - Santa Catarina - Carmen Erhardt     |
| 5º. Lugar | - São Paulo - Madalena Fagotti        |

### Premiação Especial
Só houve uma premiação especial:
| Prêmio        | Estado e Candidata           |
| ------------- | ---------------------------- |
| Miss Simpatia | - Paraná - Ana Maria Felício |

## Jurados
Ajudaram a eleger a vencedora:
1. Oswaldo Orico, escritor;
2. Flávio de Carvalho, arquiteto;
3. Negrão de Lima, prefeito do Distrito Federal do Brasil;
4. Herbert Moses, presidente da Associação Brasileira de Imprensa;
5. Niomar Moniz Sodré Bittencourt, diretora do Museu de Arte Moderna;
6. Francisco Olímpio, diretor presidente dos laboratórios Leite de Rosas;
7. Humberto Barreto, presidente do Colégio Brasileiro de Cirurgiões;
8. João Calmon, superintendente dos Diários Associados;
9. Harry Stone, diretor da Paramount Pictures no Brasil;
10. Alfred Blum, diretor dos maiôs Catalina no Brasil;
11. Fróes da Fonseca, professor;
12. Oscar Santa Maria, político;
13. Armando Falcão, deputado;

## Candidatas
Separadas abaixo por região:

### Centro-Oeste
- Goiás - Magda Renate Pfrimer
- Mato Grosso - Moacyr Metello

### Nordeste
- Alagoas - Noélia Lopes Cavalcanti
- Bahia - Ana Maria Carvalho
- Ceará - Maria Sanford Frota
- Maranhão - Ida do Brasil Valente
- Paraíba - Stella Maria Stuckert Vasconcelos
- Pernambuco - Sônia Maria Campos
- Piauí - Maria Creuza Portela Madeira
- Rio Grande do Norte - Maria Silveirinha Soares
- Sergipe - Maria Nilza de Brito

### Norte
- Acre - Nascília Nogueira
- Amapá - Ilma da Silva Dias
- Amazonas - Ruth Leite Costa Novo

- Pará - Margareth Cleid Huhn

### Sudeste
- Distrito Federal - Adalgisa Colombo

- Espírito Santo - Marly Gomes Cunha
- Estado do Rio - Eunice Pamplona Xavier de Brito
- Minas Gerais - Denise Guimarães Prado
- São Paulo - Madalena Fagotti

### Sul
- Paraná - Ana Maria Felício de Paiva
- Rio Grande do Sul - Tânia Maria Santos de Oliveira
- Santa Catarina - Carmen Erhardt